# Селниця-Щитар'євська
Селниця-Щитар'євська (хорв. Selnica Šćitarjevska) — населений пункт у Хорватії, в Загребській жупанії у складі міста Велика Гориця.

## Населення
Населення за даними перепису 2011 року становило 535 осіб.
Динаміка чисельності населення поселення:

## Клімат
Середня річна температура становить 10,70 °C, середня максимальна — 25,26 °C, а середня мінімальна — -6,32 °C. Середня річна кількість опадів — 867 мм.
| Клімат поселення                              | Клімат поселення | Клімат поселення | Клімат поселення | Клімат поселення | Клімат поселення | Клімат поселення | Клімат поселення | Клімат поселення | Клімат поселення | Клімат поселення | Клімат поселення | Клімат поселення | Клімат поселення |
| Показник                                      | Січ.             | Лют.             | Бер.             | Квіт.            | Трав.            | Черв.            | Лип.             | Серп.            | Вер.             | Жовт.            | Лист.            | Груд.            |                  |
| Середній максимум, °C                         | 6,26             | 8,38             | 12,98            | 17,47            | 22,24            | 25,26            | 24,50            | 23,78            | 19,98            | 14,82            | 9,10             | 5,01             |                  |
| Середня температура, °C                       | −0,03            | 2,10             | 6,70             | 11,16            | 15,93            | 18,96            | 20,58            | 19,87            | 16,08            | 10,90            | 5,17             | 1,07             |                  |
| Середній мінімум, °C                          | −6,32            | −4,21            | 0,37             | 4,89             | 9,64             | 12,67            | 16,65            | 15,95            | 12,14            | 6,97             | 1,25             | −2,87            |                  |
| Норма опадів, мм                              | 51               | 48               | 58               | 67               | 76               | 91               | 77               | 85               | 81               | 83               | 87               | 63               |                  |
| Середньомісячна швидкість вітру, м/с          | 1.80             | 2.00             | 2.40             | 2.30             | 2.10             | 1.90             | 1.90             | 1.70             | 1.70             | 1.70             | 1.80             | 1.80             |                  |
| Середньомісячна сонячна радіація, кДж/м²·день | 4152             | 6900             | 10547            | 15044            | 19215            | 21181            | 22243            | 19400            | 14254            | 8750             | 4549             | 3366             |                  |
| --------------------------------------------- | ---------------- | ---------------- | ---------------- | ---------------- | ---------------- | ---------------- | ---------------- | ---------------- | ---------------- | ---------------- | ---------------- | ---------------- | ---------------- |
| Джерело:                                      |                  |                  |                  |                  |                  |                  |                  |                  |                  |                  |                  |                  |                  |